# Ayman

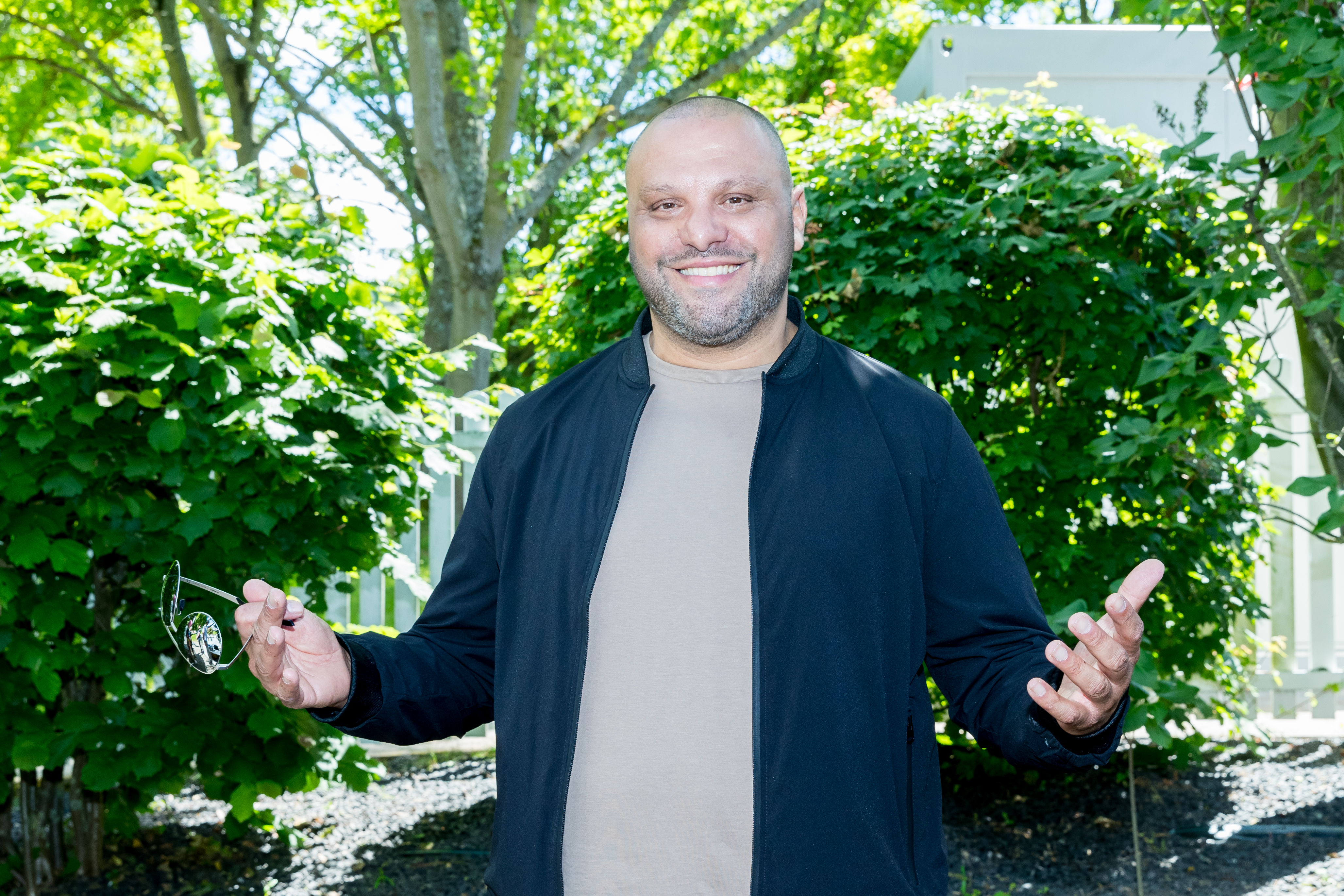
Ayman (2024)

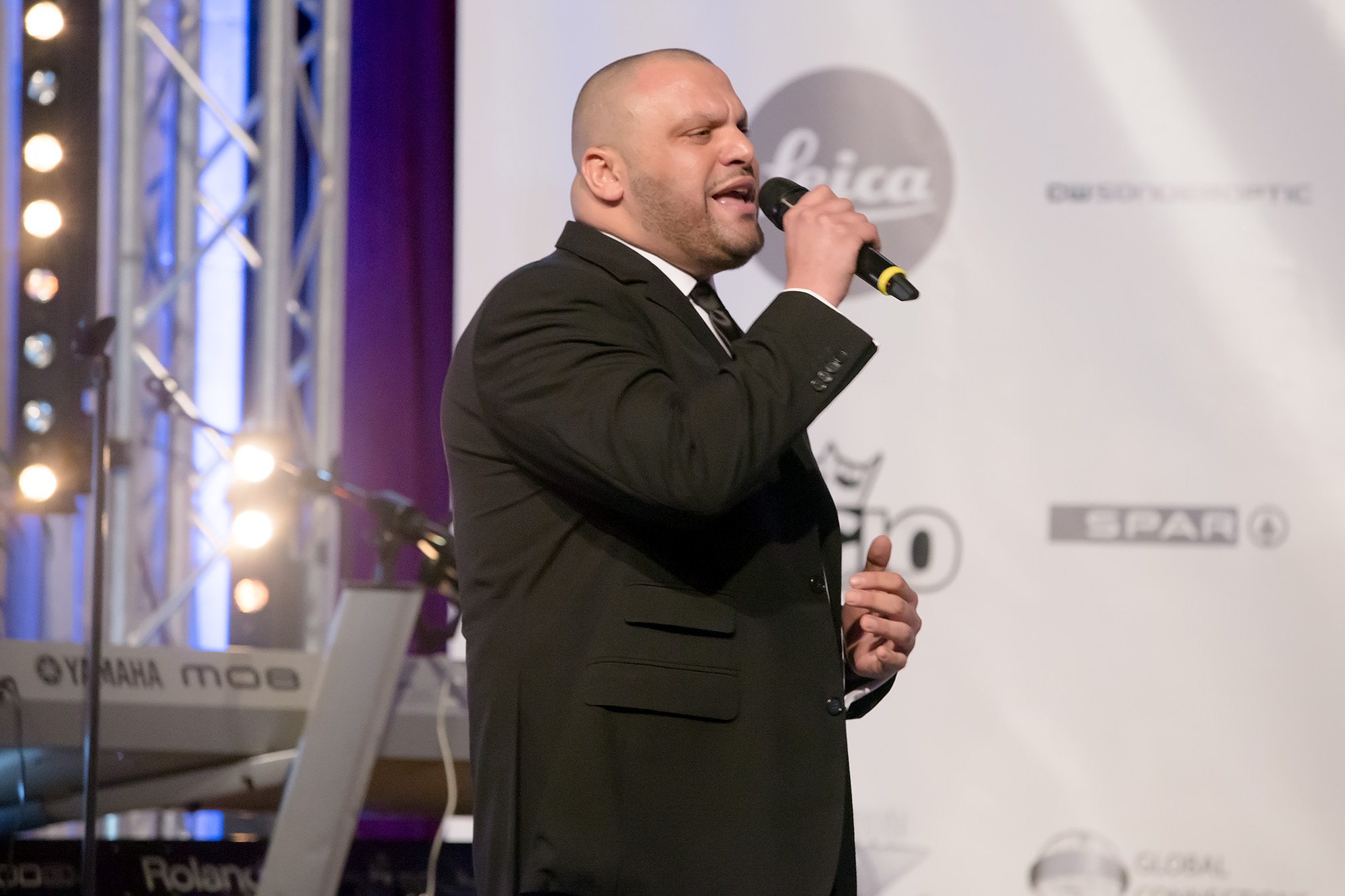
Ayman, Eröffnung des Filmball Vienna 2015

Ayman (* 1974 in West-Berlin als Ayman Toukabri) ist ein deutscher Popsänger tunesischer Abstammung.

## Biografie
Ayman wuchs überwiegend in Berlin-Kreuzberg auf, verbrachte aber auf Wunsch seines Vaters auch drei Jahre auf einem Internat in Tunesien.
Das „Triple M Team“ entdeckte ihn 1998 als Backgroundsänger. Auf der Single Schmerz in mir der ehemaligen Tic-Tac-Toe-Sängerin Ricky sang er im Hintergrund. Im Frühjahr 1999 brachte er seine erste eigene Single, 1000mal, heraus.
Sein Durchbruch kam 2000 mit dem Lied Mein Stern. Es erreichte Platz vier der deutschen Singlecharts, die Top 20 in Österreich und der Schweiz. Weitere Singles wie Nur eine Nacht, Nur die Wahrheit zählt und Dieser Brief waren ebenfalls Charterfolge. Im gleichen Jahr trat Ayman im Vorprogramm von Sean Combs auf.
Nachdem 2004 mit einem neuen Album Nicht nur Worte noch einmal ein erfolgreiches Jahr für Ayman begonnen hatte, wurde es in den Folgejahren stiller um ihn. 2008 erschien sein drittes Album Es ist Zeit. Die Singleauskopplung Mein Wort ist die Titelmusik der Neuauflage der Fernsehsendung Traumhochzeit. 2010 veröffentlichte Ayman sein viertes Album Ein Mensch wie Du und nahm eine Single mit Marianne Rosenberg auf.

## Diskografie

### Studioalben
| Jahr | Titel             | Höchstplatzierung, Gesamtwochen, AuszeichnungChartplatzierungen (Jahr, Titel, Platzierungen, Wochen, Auszeichnungen, Anmerkungen) | Höchstplatzierung, Gesamtwochen, AuszeichnungChartplatzierungen (Jahr, Titel, Platzierungen, Wochen, Auszeichnungen, Anmerkungen) | Höchstplatzierung, Gesamtwochen, AuszeichnungChartplatzierungen (Jahr, Titel, Platzierungen, Wochen, Auszeichnungen, Anmerkungen) | Anmerkungen                            |
| Jahr | Titel             | DE | AT | CH | Anmerkungen                            |
| ---- | ----------------- | --- | --- | --- | -------------------------------------- |
| 2000 | Hochexplosiv      | DE5 Platin · (58 Wo.)DE | AT16 (12 Wo.)AT | CH45 (10 Wo.)CH | Erstveröffentlichung: 27. März 2000    |
| 2004 | Nicht nur Worte   | DE68 (1 Wo.)DE | — | — | Erstveröffentlichung: 4. Oktober 2004  |
| 2008 | Es ist Zeit       | — | — | — | Erstveröffentlichung: 16. Mai 2008     |
| 2010 | Ein Mensch wie du | — | — | — | Erstveröffentlichung: 3. Dezember 2010 |

### Singles
| Jahr | Titel Album                       | Höchstplatzierung, Gesamtwochen, AuszeichnungChartplatzierungen (Jahr, Titel, Album, Platzierungen, Wochen, Auszeichnungen, Anmerkungen) | Höchstplatzierung, Gesamtwochen, AuszeichnungChartplatzierungen (Jahr, Titel, Album, Platzierungen, Wochen, Auszeichnungen, Anmerkungen) | Höchstplatzierung, Gesamtwochen, AuszeichnungChartplatzierungen (Jahr, Titel, Album, Platzierungen, Wochen, Auszeichnungen, Anmerkungen) | Anmerkungen                                          |
| Jahr | Titel Album                       | DE | AT | CH | Anmerkungen                                          |
| ---- | --------------------------------- | --- | --- | --- | ---------------------------------------------------- |
| 1999 | 1000 Mal Hochexplosiv             | DE47 (12 Wo.)DE | — | — | Erstveröffentlichung: Juni 1999                      |
| 1999 | Mein Stern Hochexplosiv           | DE4 Platin · (30 Wo.)DE | AT17 (15 Wo.)AT | CH13 (27 Wo.)CH | Erstveröffentlichung: 3. Januar 2000                 |
| 2000 | Nur eine Nacht Hochexplosiv       | DE19 (15 Wo.)DE | AT22 (8 Wo.)AT | CH69 (8 Wo.)CH | Erstveröffentlichung: Juni 2000                      |
| 2000 | Dieser Brief Hochexplosiv         | DE20 (11 Wo.)DE | — | CH76 (9 Wo.)CH | Erstveröffentlichung: Oktober 2000 feat. Keith Sweat |
| 2001 | Nur die Wahrheit zählt –          | DE25 (7 Wo.)DE | AT74 (1 Wo.)AT | CH83 (2 Wo.)CH | Erstveröffentlichung: März 2001 feat. Naima          |
| 2001 | Du bringst die Liebe mit –        | DE40 (8 Wo.)DE | — | — | Erstveröffentlichung: September 2001                 |
| 2004 | Du gehörst zu mir Nicht nur Worte | DE71 (4 Wo.)DE | — | — | Erstveröffentlichung: August 2004                    |

Weitere Singles
- 1998: Come Into My Life ’98 (The Admirers feat. Killer und Ayman)
- 2000: Ayman Hit-Medley
- 2004: Was du Liebe nennst
- 2010: Tiefer
- 2024: Energie

## Auszeichnungen
- 2000: Goldene Europa, Sonderpreis der SR 1 Europawelle
- 2001: Fred-Jay-Preis
- 2001: Echo (Musikpreis), Künstler des Jahres national
- 2001: Echo (Musikpreis), Newcomer des Jahres national
- 2001: Goldene Stimmgabel